# Joseph Msika
Joseph Wilfred Msika (Mazowe, 6 de diciembre de 1923 - Harare, 4 de agosto de 2009) fue un político zimbabuense, que se desempeñó como Segundo Vicepresidente de Zimbabue de 1999 a 2009

## Primeros años
Msika nació en Mazowe, en el distrito de Chiweshe de Rodesia del Sur. Asistió a los institutos Howard y Mt Selinda, donde se formó para convertirse en profesor de carpintería. Luego se mudó a Bulawayo, donde trabajó como carpintero y dirigió una tienda de pescado y papas fritas.
Más tarde, Msika fue profesor en el Instituto Usher y se involucró activamente en la política nacionalista, trabajando con nacionalistas como Masotsha Ndlovu y Benjamin Burombo. Se unió al Sindicato de Trabajadores Afines y Textiles de Rodesia alrededor de 1944 o 1945.

## Política

### Durante la guerra civil de Rodesia
Msika fue elegido Tesorero Nacional del Congreso Nacional Africano en 1957; tras la prohibición de este, Msika se convirtió en Secretario de Juventudes de la Unión del Pueblo Africano de Zimbabue (ZAPU), su organización sucesora. Como resultado de sus actividades políticas, estuvo detenido en las prisiones de Khami Maximum Security, Selukwe y Marandellas, en el período de 1959 a 1961. Se unió al Partido Nacional Demócrata en 1961 y fue elegido concejal.
En 1963, Msika fue elegido secretario de Asuntos de la Juventud de ZAPU y, después de la prohibición del NDP, se convirtió en secretario de Asuntos Exteriores del Partido de los Guardianes del Pueblo.
La policía arrestó a Msika en 1964, mientras se encontraba en una reunión en la casa de Josiah Mushore Chinamano, y fue detenido en el campo de restricción de Gonakudzingwa. En 1979, Msika fue miembro de la delegación del Acuerdo de Lancaster House que consolidó la independencia de Zimbabue.

### Post-independencia
En 1980, Msika fue incluido en el primer gobierno posterior a la independencia, como Ministro de Recursos Naturales y Desarrollo Acuífero, siendo uno de los tres representantes del ZAPU en el Gabinete, junto con Joshua Nkomo y George Silundika. También fue nominado al Senado con el respaldo de la Unión Nacional Africana de Zimbabue (ZANU), el partido del primer ministro Robert Mugabe. Fue destituido del gobierno en 1982, cuando el ZANU acusó al ZAPU de conspirar para tomar el poder. Msika fue vicepresidente de ZAPU de 1984 a 1987, y fue elegido miembro de la Asamblea Nacional en 1985, en representación del circunscripción electoral de Pelabanda. Tras ser elegido, fue designado como Ministro de Construcción Pública y Vivienda Nacional.
El 22 de diciembre de 1987, Joshua Nkomo y Robert Mugabe firmaron el Acuerdo de Unidad entre ZAPU y ZANU (PF), creando la Unión Nacional Africana de Zimbabue - Frente Patriótico (ZANU-PF). Como parte de tal acuerdo, Msika fue designado como Ministro Principal de Gobierno Local, Desarrollo Rural y Urbano en la Oficina del Presidente, cargo que ejerció entre 1988 y 1995, para luego ejercer como Ministro sin Cartera de 1995 a 1999. También se desempeñó durante un tiempo como presidente nacional de ZANU-PF de 1989 a 1999. Tras la muerte de Nkomo, Msika lo sucedió como Vicepresidente de Zimbabue el 23 de diciembre de 1999. No fue candidato en las elecciones parlamentarias de junio de 2000.
El 5 de marzo de 2005, Msika fue trasladado al hospital después de sufrir un colapso en su casa, aparentemente después de sufrir un derrame cerebral y un coágulo de sangre en la cabeza. No se postuló en las elecciones parlamentarias de marzo de 2005, pero Mugabe lo nombró para uno de los treinta escaños no electos en la Asamblea Nacional. Tampoco se presentó a las elecciones parlamentarias de marzo de 2008, pero Mugabe lo nombró para el Senado el 25 de agosto de 2008 A continuación, Mugabe juró nuevamente como vicepresidente el 13 de octubre de 2008, junto con Joyce Mujuru. En enero de 2009, cuando Mugabe se fue de vacaciones anuales habituales, Msika se convirtió en presidente interino.
Msika se enfermó mientras asistía a una cumbre regional en junio de 2009, supuestamente debido a un derrame cerebral, y fue tratado en un hospital sudafricano. Posteriormente murió en el West End Hospital de Harare el 4 de agosto de 2009 debido a hipertensión; había estado hospitalizado allí durante 46 días. Más tarde ese mismo día, el Politburó de ZANU-PF se reunió y acordó conferir a Msika el estatus de héroe nacional; también se acordó que sería enterrado en el Acre de los Héroes Nacionales. En el momento de su muerte, Msika era el Segundo Secretario del ZANU-PF.
Después de su muerte, Mugabe declaró que Msika, junto con nacionalistas como George Nyandoro, James Chikerema, Maurice Nyagumbo y Daniel Madzimbamuto, se destacó como parte de una generación de "nacionalistas fundadores intrépidos que probaron el arresto y el encarcelamiento bajo las notorias Leyes Federales de Detención Preventiva de Febrero de 1959" tras la proscripción del Congreso Nacional Africano. El funeral de Msika se celebró el 10 de agosto, coincidiendo así con el Día de los Héroes Nacionales. El presidente Mugabe, el primer ministro Morgan Tsvangirai y los vice primeros ministros Thokozani Khupe y Arthur Mutambara estuvieron presentes en el funeral, en el que Msika fue enterrado con todos los honores militares. También estuvieron presentes varios funcionarios regionales de alto rango, incluido el vicepresidente de Sudáfrica, Kgalema Motlanthe. Durante su discurso en el funeral, Mugabe criticó duramente la actitud de los países occidentales hacia Zimbabue y declaró que "nuestra nación nunca prosperará a través de dádivas extranjeras".

## Desacuerdos con Mugabe
"Samkange nos insultó, diciendo que no podía trabajar con personas sin educación. Dumbutshena también nos insultó diciendo que éramos personas desempleadas y violentas contra los blancos. Mwanaka nunca respondió. Pero Nkomo dijo que lo que estábamos planeando hacer, el camino que caminaríamos, sería espinoso y dijo que si estábamos preparados para enfrentarlo, él se uniría a nosotros, lo cual hizo", dijo Msika. Dijo que fue entonces cuando Nkomo se convirtió en el líder del movimiento nacionalista negro en Rodesia. Msika acusó al ZANU-PF de "mentir" al mundo acerca de ser los pioneros del movimiento nacionalista: "Debe contarse la verdadera historia de la lucha por la liberación. Siento que tengo el deber de corregir esta mentira descarada... "[cita requerida]
Msika cuestionó la disculpa entregada de Mugabe por el genocidio de Matabelelandia, más conocido como Gukurahundi, en 1987, el cual fue condenado internacionalmente por la violencia que desató en Ndebele, principalmente en las áreas rurales, en una manifestación en octubre de 2006 en Bulawayo. "Cuando le preguntamos sobre las masacres se disculpó, pero no me convenció de su sinceridad", dijo.